# Segue 1
Segue 1 — карликовая сфероидальная галактика или шаровое скопление в созвездии Льва. Обнаружено в 2006 году по данным, полученных Слоановским цифровым обзором неба (SDSS). Объект расположен на расстоянии около 23 кпк от Солнца и движется в сторону от него со скоростью около 206 км/с. Segue 1 имеет заметно вытянутую форму (соотношение осей ~ 2:1) с эффективным радиусом около 30 пк. Возможно, это удлинение вызвано приливными силами от галактики Млечный Путь.
Segue 1 — один из самых маленьких и тусклых спутников Млечного Пути: его интегральная светимость примерно в 340 раз больше солнечной (абсолютная видимая величина — около −1,5m), что значительно меньше, чем светимость типичного шарового скопления. Его масса (внутри эффективного радиуса) составляет 5,8+8,2
−3,1 × 105 солнечных масс. Это означает, что отношение массы к светимости (в солнечных единицах) для Segue 1 внутри эффективного радиуса составляет около 3000 (для всего объекта этот параметр может быть намного большим). По состоянию на 2011 год это максимальное значение данного параметра среди исследованных галактик. Большое отношение массы к светимости может означать, что в Segue 1 доминирует тёмная материя. Однако оценка массы таких тусклых объектов затруднена из-за значительного шума от переднего плана (близкорасположенных объектов), который приводит к повышению наблюдаемой дисперсии скоростей. Кроме того, любая оценка массы основана на неявном предположении, что объект гравитационно связан, которое может оказаться ошибочным, если объект находится в процессе разрушения.
Segue 1 состоит в основном из старых звёзд, сформированных больше 12 миллиардов лет назад. Металличность этих старых звёзд очень низка: [Fe/H] ≈ −2,5±0,8, что означает, что они содержат в 300 раз меньше тяжёлых элементов, чем Солнце. В настоящее время звездообразование в Segue 1 не происходит. Радиолинию нейтрального водорода в ней пока обнаружить не удалось. Верхний предел его содержания оценён в 13 масс Солнца.
Возможно, это бывшее шаровое скопление в Карликовой эллиптической галактике в Стрельце, которое было вырвано оттуда приливными силами Млечного Пути. Но более поздние исследования заключили, что Segue 1 не связана с потоком Стрельца и что она не разрушается приливными силами. Если Segue 1 — галактика, то возможно, что была спутником Карликовой эллиптической галактики в Стрельце в прошлом.